# Лилья Паульмадоуттир
Лилья Сигюрлина Паульмадоуттир (исл. Lilja Sigurlína Pálmadóttir; род. 10 декабря 1967) — исландский коннозаводчик и кинопродюсер. Бывшая жена режиссёра Бальтасара Кормакура.

## Биография

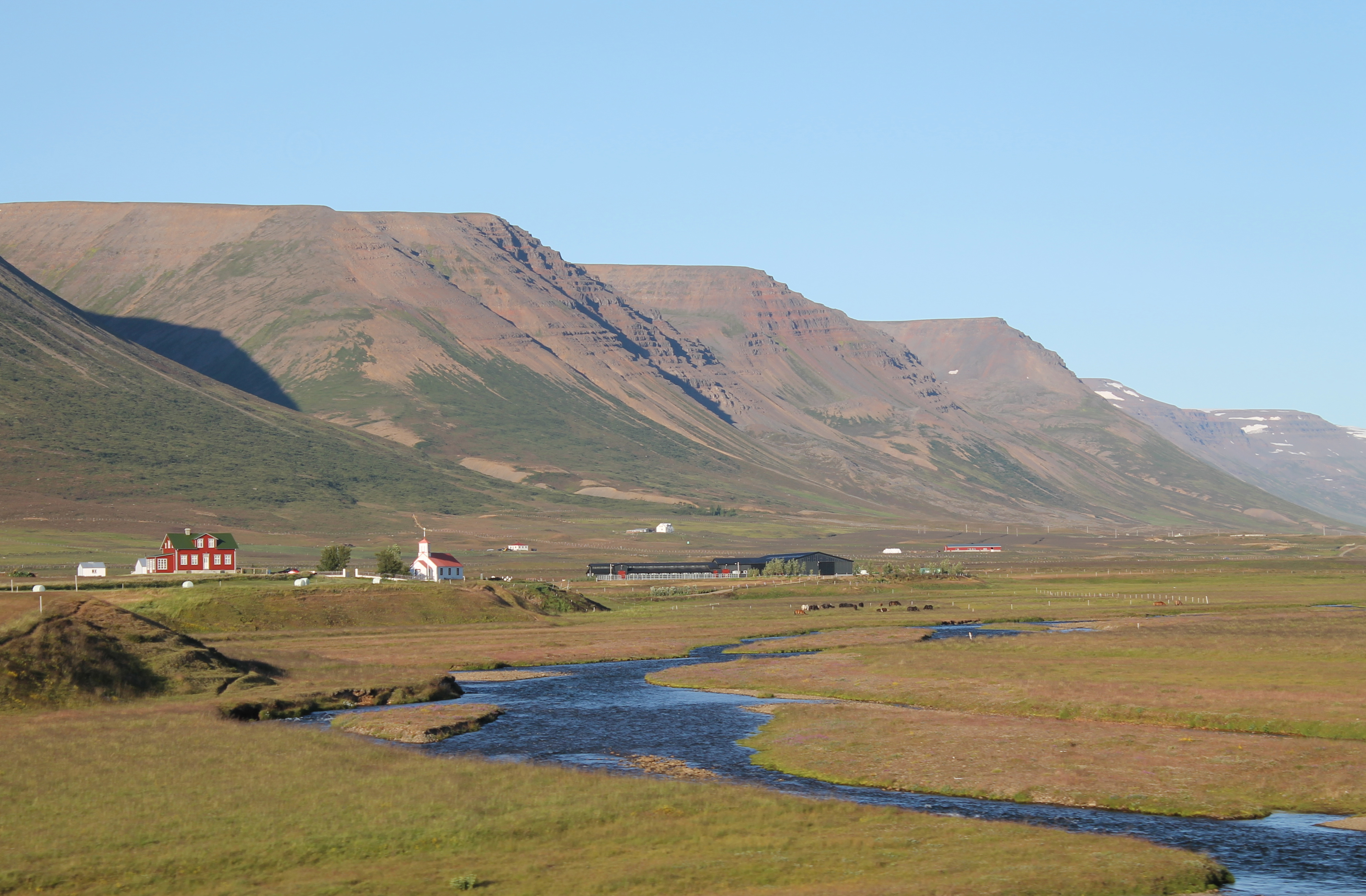
Ферма Хов (Хёвдастрёнд)

Родилась 10 декабря 1967 года в Рейкьявике. Дочь и наследница предпринимателя Паульми Йоунссона (Pálmi Jónsson; 3 июня 1923 — 4 апреля 1991), основателя торговой сети Hagkaup и его жены, домохозяйки Йоунины Сигридюр Гисладоуттир (Jónína Sigríður Gísladóttir; 8 декабря 1921 — 18 марта 2003). Лилья — младшая из четырёх детей. У Лильи два брата: Сигюрдюр Гисли (Sigurður Gísli Pálmason; род. 13 августа 1954) и Йоун (Jón Pálmason; род. 3 августа 1959), а также сестра Ингибьёрг Стефания (Ingibjörg Stefanía Pálmadóttir; род. 12 апреля 1961).
Сдала экзамен на аттестат зрелости в Коммерческой школе в Рейкьявике. Уехала в Нью-Йорк, где изучала изобразительное искусство в частной школе Parsons School of Design, а затем продолжила образование в школе изобразительных искусств Escola Massana в Барселоне. Окончила Хоуларский университет в Хоуларе, где изучала коневодство и основы обучения верховой езде.
После смерти отца Лилья и её братья и сестра разбогатели, став владельцами торговой сети Hagkaup. В 1992 году торговая сеть Hagkaup приобрела долю (50 %) в конкурирующей с ней торговой сети Bónus, которую в 1989 году основали Йоуханнес Йоунссон (Jóhannes Jónsson; 1940—2013) и его на тот момент 21-летний сын Йоун Аусгейр Йоуханнессон (Jón Ásgeir Jóhannesson; род. 1968), муж Ингибьёрг Стефании Паульмадоуттир. В 1993 году была создана новая компания для координации закупок для супермаркетов Bónus и Hagkaup. Эта компания получила название Baugur. В 1998 году Лилья и другие дети Паульми Йоунссона продали свои активы. Была создана компания Baugur Group, CEO которой стал Йоун Аусгейр Йоуханнессон. Ритейлер обанкротился во время финансового кризиса 2008—2011 годов.
В 1999 году Лилья Паульмадоуттир и её муж Бальтасар Кормакур основали продюсерскую компанию Sögn ehf./Blueeyes Productions, преемницей которой стала продюсерская компания RVK Studios, основанная Бальтасаром Кормакуром в 2012 году. Вместе с Агнес Йохансен (Agnes Johansen) и Бальтасаром Кормакуром Лилья Паульмадоуттир стала продюсером фильма «Трясина» (2016) режиссёра Бальтасара Кормакура. Стала исполнительным продюсером фильмов мужа «Прогулка на небеса» (2005), «Свадьба белой ночью» (2008), «Глубина» (2012) и «Клятва» (2016).
С 1910 года родители её отца владели фермой Хов у Скага-фьорда. Лилья Паульмадоуттир проводила на ней летние каникулы. В 1982 году семья продала её. Летом 2003 года Лилья Паульмадоуттир и Бальтасар Кормакур приобрели ферму с участком площадью 400 га за 28 млн исландских крон (около 275 тысяч долларов США) через компанию Hofstorfan slf. Лилья Паульмадоуттир работает коннозаводчиком и тренером лошадей в Хове. В 2007 году на ферме завершено строительство одноэтажного жилого дома площадью 294 м², стилизованного под исландские дерновые дома. Стоимость проекта составила 100 млн крон (около 1,4 млн долларов). 
Стейнюнн Йоунсдоуттир (Steinunn Jónsdóttir) и Лилья Паульмадоуттир стали спонсорами строительства плавательного бассейна в Хофсоусе. Строительство было завершено в марте 2010 года.

## Фильмография
| Год  |   | Русское название    | Оригинальное название   | Примечание              |
| ---- | - | ------------------- | ----------------------- | ----------------------- |
| 2005 | ф | Прогулка на небеса  | A Little Trip to Heaven | исполнительный продюсер |
| 2006 | ф | Трясина             | Mýrin                   | продюсер                |
| 2008 | ф | Свадьба белой ночью | Brúðguminn              | исполнительный продюсер |
| 2008 | ф | Рейкьявик-Роттердам | Reykjavík-Rotterdam     | исполнительный продюсер |
| 2012 | ф | Глубина             | Djúpið                  | исполнительный продюсер |
| 2016 | ф | Клятва              | Eiðurinn                | исполнительный продюсер |

## Награды и номинации
| Год церемонии вручения | Результат | Награда                                                    | Категория          | Фильм               | Примечание                                                                                 |
| ---------------------- | --------- | ---------------------------------------------------------- | ------------------ | ------------------- | ------------------------------------------------------------------------------------------ |
| 2006                   | Победа    | Премия «Эдда»                                              | Лучший фильм       | Трясина             | вместе с Агнес Йохансен и Бальтасаром Кормакуром                                           |
| 2007                   | Победа    | Международный кинофестиваль в Карловых Варах               | Хрустальный глобус | Трясина             | вместе с Агнес Йохансен и Бальтасаром Кормакуром                                           |
| 2007                   | Номинация | Кинопремия Северного совета                                | Лучший фильм       | Трясина             | вместе с Агнес Йохансен и Бальтасаром Кормакуром                                           |
| 2008                   | Победа    | Международный фестиваль приключенческого кино в Валансьене | Гран-при           | Трясина             | вместе с Агнес Йохансен и Бальтасаром Кормакуром                                           |
| 2008                   | Номинация | Кинопремия Северного совета                                | Лучший фильм       | Свадьба белой ночью | вместе с Агнес Йохансен, Кимом Магнуссоном, Бальтасаром Кормакуром и Оулавюром Эйильссоном |

## Личная жизнь
Живёт в собственном доме на ферме Хов.
У Лильи от предыдущих отношений дочь Стелла Рин Бьельтведт (Stella Rín Bieltvedt; род. 3 февраля 1993).
Вышла замуж за актёра и режиссёра Бальтасара Кормакура (род. 1966). Дети пары: актёр Паульми (Pálmi Kormákur; род. 7 июня 2000) и актёр Стормур (Stormur Jón Kormákur Baltasarsson; род. 23 апреля 2002). Расстались в начале 2019 года.